# Maria Aurora von Spiegel
Maria Aurora von Spiegel, nata Fatima, chiamata anche Fatime, Fatima Kariman o Fatima von Kariman (1681 – 1733), è stata l'amante di Augusto II il Forte.

## Biografia
Durante la riconquista imperiale di Buda dall'impero ottomano nel 1686, i soldati dell'esercito imperiale presero gli schiavi e le proprietà appartenenti ai turchi. Il barone svedese Alexander Erskin, allora al servizio austriaco, prese quattro donne: Raziye (Roosia); Asiye (Eisia); Emine; e Fatma (Fatima). Fatima affermò di essere stata la moglie di un mullah (un sacerdote musulmano).
Il barone Erskin tornò in Svezia con Philip Christoph von Königsmarck e diede Fatima alla sorella di Philipp, la contessa Aurora von Königsmarck. Le quattro donne furono battezzate a Stoccolma il 7 novembre 1686 alla presenza della corte reale. Il principe ereditario Carlo e Aurora von Königsmarck erano i padrini di Fatima e fu battezzata Maria Aurora in onore della sua madrina. Le fu insegnato il galateo e il francese e divenne una dama di compagnia di Aurora von Königsmarck.

## Amante reale
Nel 1691 seguì la sua padrona in Sassonia e in Polonia, dove Aurora von Königsmarck divenne l'amante reale del re Augusto II. Era spesso presente alle visite del re ad Aurora von Königsmarck e nel 1701 sostituì Aurora come amante reale. Augusto la fece sposare nel 1706 con Johann George Spiegel che morì nel 1715.
Dalla sua relazione con il re nacquero due figli:
- Federico Augusto Rutowski (19 giugno 1702–16 marzo 1764), conte Rutowski, sposò il 4 gennaio 1739 la principessa Ludovica Amalia Lubomirska;
- Maria Anna Katharina (1706-1750), contessa Rutowska, sposò in prime nozze il conte Michał Bieliński, e in seconde nozze Claude Marie Noyel, conte di Bellegarde ed Entremont[5], ebbero due figli;

Augusto riconobbe i figli nati da questa unione, cosa che non fece con tutte le sue amanti, e sembrava che fosse innamorato di lei.

## Morte
Rimase un personaggio centrale all'interno della corte reale dopo la fine della sua relazione con Augusto ed era buona amica dell'influente Przebendowska, una parente del preferito, il conte Fleming. Alla morte del re nel 1733, le fu data un'indennità di 8000 talleri nel suo testamento.